# Ronde van het Münsterland 2024
De 18e editie van de Ronde van het Münsterland werd verreden op 3 oktober 2024. Titelverdediger was de Noor Per Strand Hagenes, hij zou deze editie als 26e finishen.

## Verloop
Opvolger van Hagenes werd Jasper Philipsen die hiermee zijn negende overwinning van het seizoen boekte. Philipsen bleek de sterkste uit een massasprint bestaande uit zo'n veertig renners. Naast hem op het podium stonden zijn landgenoten Jordi Meeus en Milan Fretin. Twee Nederlanders eindigden deze editie in de top tien, Danny van Poppel werd zesde en Nils Eekhoff achtste. Ook Joren Bloem, Elmar Reinders en Mike Teunissen finishten bij de beste twintig. Van de eerste twintig renners kwam de helft uit de Lage Landen.
De wedstrijd was onderdeel van de UCI ProSeries.

## Uitslag
| Plaats  | Naam             | Ploeg                     | tijd     |
| ------- | ---------------- | ------------------------- | -------- |
| Winnaar | Jasper Philipsen | Alpecin-Deceuninck        | 4u22'50" |
| 2       | Jordi Meeus      | Red Bull-BORA-hansgrohe   | z.t.     |
| 3       | Milan Fretin     | Cofidis                   | z.t.     |
| 4       | Biniam Girmay    | Intermarché-Wanty         | z.t.     |
| 5       | Max Walscheid    | Team Jayco AlUla          | z.t.     |
| 6       | Danny van Poppel | Red Bull-BORA-hansgrohe   | z.t.     |
| 7       | Pascal Ackermann | Israel-Premier Tech       | z.t.     |
| 8       | Nils Eekhoff     | Team dsm-firmenich PostNL | z.t.     |
| 9       | Luke Lamperti    | Soudal Quick-Step         | z.t.     |
| 10      | Tom Van Asbroeck | Israel-Premier Tech       | z.t.     |

2006 · 2007 · 2008 · 2009 · 2010 · 2011 · 2012 · 2013 · 2014 · 2015 · 2016 · 2017 · 2018 · 2019 · 2020 · 2021 · 2022 · 2023 · 2024
Ronde van Valencia ·
Figueira Champions Classic ·
Ronde van Oman ·
Clásica de Almería ·
Ronde van de Algarve ·
Ruta del Sol ·
Ardèche Classic ·
Drôme Classic ·
Kuurne-Brussel-Kuurne ·
Trofeo Laigueglia ·
Nokere Koerse ·
Milaan-Turijn ·
GP Denain ·
Bredene Koksijde Classic ·
Grote Prijs Miguel Indurain ·
Scheldeprijs ·
Brabantse Pijl ·
Ronde van de Alpen ·
Ronde van Turkije ·
Grote Prijs van Plumelec ·
Tro Bro Léon ·
Ronde van Hongarije ·
Vierdaagse van Duinkerke ·
Boucles de la Mayenne ·
Ronde van Noorwegen ·
Circuit Franco-Belge ·
Brussels Cycling Classic ·
Dwars door het Hageland ·
Ronde van België ·
Ronde van Slovenië ·
Ronde van het Qinghaimeer ·
Ronde van Wallonië ·
Arctic Race of Norway ·
Ronde van Burgos ·
Ronde van Denemarken ·
Ronde van Duitsland ·
Maryland Cycling Classic ·
Ronde van Groot-Brittannië ·
Grote Prijs van Fourmies ·
GP Industria & Artigianato-Larciano ·
Coppa Sabatini ·
Grote Prijs van Wallonië ·
Ronde van Luxemburg ·
Super 8 Classic ·
Ronde van Langkawi ·
Ronde van het Münsterland ·
Ronde van Emilia ·
Parijs-Tours ·
Coppa Bernocchi ·
Ronde van de Drie Valleien ·
Ronde van Piemonte ·
Ronde van het Taihu-meer ·
Ronde van Veneto ·
Japan Cup ·
Veneto Classic